# Філ Торнеллі
Філіп Карден Торне́ллі (англ. Phillip Carden Thornalley; нар. 5 січня 1960) — англійський автор пісень, музикант і продюсер, який працює в музичній індустрії з 1978 року. Він продюсував альбом Pornography гурту The Cure, а згодом був їхнім бас-гітаристом. Почав випускати власну музику в 1988 році й ненадовго приєднався до гурту Johnny Hates Jazz. У наступні роки він працював переважно як автор пісень, і, мабуть, найбільш відомий як співавтор пісні «Torn» (яку прославила Наталі Імбрулія), а також як автор двох хітів номер один у Великобританії для Піксі Лотт. Починаючи з 2010-х років, він випускає більше сольної музики під власним ім'ям і як Astral Drive.